# Ортонектиди
Ортонектиди (Orthonectida, на гръцки ortos „прав“ и nectus „плувам“) са малък биологичен тип морски многоклетъчни животни. Това са слабо проучени паразитни организми с гостоприемници други безгръбначни животни..

## Морфология
Тялото на ортонектидите е малко с размери от 50 до 800 µm. По страничната повърхност е покрито с яка от подвижни реснички, с помощта на които се придвижват. Те са разделнополови или хермафродитни животни, които преминават през две поколения – паразитно безполово и полово поколение от двободно живеещи форми.

## Екология
Ортонектидите са вътреклетъчни паразити хранещи се с цитоплазма и нейните включения на различни безгръбначни животни. Срещат се в Северното полукълбо - Атлантически океан, Средиземно море, Северен ледовит океан и Тихи океан в близост со бреговете на Япония, САЩ и Канада.

## Класификация
Типът включва около 20 описани вида:
- Семейство Rhopaluridae
  - Ciliocincta akkeshiensis (Tajika, 1979) - Хокайдо, Япония; паразитира в плоски червеи (Turbellaria)
  - Ciliocincta julini (Caullery and Mesnil, 1899) - северната част на Атлантическия океан, паразитира в полихети
  - Ciliocincta sabellariae (Kozloff, 1965) - острови Сан Хуан, Вашингтон (САЩ); паразитира в полихетата Sabellaria cementarium
  - Intoshia leptoplanae (Giard, 1877) - северната част на Атлантическия океан, паразитира в плоски червеи Leptoplana
  - Intoshia linei (Giard, 1877) - северната част на Атлантическия океан, паразитира в немертините от вид Rhopalura linei
  - Intoshia major (Shtein, 1953) - Атлантически океан; паразитира при главоногите от родовете Lepeta, Natica и Solariella
  - Intoshia paraphanostomae (Westblad, 1942) - северната част на Атлантическия океан, паразитира в мидите от род Acoela
  - Rhopalura elongata (Shtein, 1953) - северната част на Атлантическия океан, паразитира в мидите от род Astarte
  - Rhopalura gigas (Giard, 1877)
  - Rhopalura granosa (Atkins, 1933) - северната част на Атлантическия океан, паразитира в мидите от род Pododesmus
  - Rhopalura intoshi (Metchnikoff) - Средиземно море, паразитира в немертини
  - Rhopalura litoralis (Shtein, 1954) - Северен ледовит океан, паразитира при главоногите от родовете Lepeta, Natica, Solariella)
  - Rhopalura metschnikowi (Caullery and Mesnil, 1901) – северната част на Атлантическия океан, паразитира в полихети и немертини
  - Rhopalura murmanica (Shtein, 1953) - Северен ледовит океан, паразитира при главоногите от родовете Rissoa и Columbella
  - Rhopalura ophiocomae (Giard, 1877) - северната част на Атлантическия океан, паразитира в офиури (обикновено при Amphipholis)
  - Rhopalura pelseeneri (Caullery and Mesnil, 1901) – северната част на Атлантическия океан, паразитира в полихети и немертини
  - Rhopalura philinae (Lang, 1951) – северната част на Атлантическия океан, паразитира в главоноги
  - Rhopalura pterocirri (de Saint-Joseph, 1896) – северната част на Атлантическия океан, паразитира в полихети
  - Rhopalura variabili (Alexandrov and Sljusarev, 1992) - Северен ледовит океан, паразитира в плоски червеи Macrorhynchus
  - Stoecharthrum giardi (Caullery and Mesnil, 1899) – северната част на Атлантическия океан, паразитира в полихети
  - Stoecharthrum monnati (Kozloff, 1993) – северната част на Атлантическия океан, паразитира в молюски

- Семейство Pelmatosphaeridae
  - Pelmatosphaera polycirri (Caullery and Mesnil, 1904) – северната част на Атлантическия океан, паразитира в полихети и немертини